# Semichi Islands
De Semichi Islands (Aleoets: Samiyan) is een groep kleine eilanden behorende tot de Near Islands, een eilandengroep in het uiterste westen van de Aleoeten van Alaska aan de zuidrand van de Beringzee. Ze liggen ten oosten van Attu en ten noorden van Agattu en bestaan uit de eilanden:
- Alaid Island
- Hammerheadeiland
- Lotuseiland
- Nizki Island
- Shemya

Van deze eilanden is Shemya het grootst en het enige eiland dat langere tijd bewoond is geweest. In 2010, toen de luchtmachtbasis daar sloot, verlieten alle 27 bewoners het eiland. Sindsdien is het onbewoond.
De Semichi Islands zijn een belangrijke nestlocatie voor roodmaskeraalscholvers en Beringmeeuwen. Ook is het een belangrijke habitat voor kleine Canadese ganzen, eiders, keizerganzen en Noord-Amerikaanse zwarte scholeksters.